# Cultureel ondernemer
Een cultureel ondernemer is een producent van kunst die hiervoor zo veel mogelijk betalend publiek probeert te interesseren en tegelijkertijd streeft naar een sluitende exploitatie van zijn 'onderneming'. Min of meer gelijkluidende termen zijn 'cultuurmanager' en 'kunstmanager'.
Cultureel ondernemers onderscheiden zich van klassieke ondernemers doordat dat zij oog hebben voor meer dan de markt alleen; de kunstzinnige waarde van hun 'product' is voor hen even belangrijk als het streven naar maximale winst tegen minimale kosten. Grofweg zijn zij in vier groepen te verdelen: kunstenaars, producenten (van film of theater), opdrachtgevers en programmeurs (van tentoonstellingen of concerten). 
In Nederland maakt het cultureel ondernemerschap vanaf de jaren negentig opgang, mede onder aanvoering van Rick van der Ploeg, staatssecretaris van cultuur en media in het kabinet-Kok II. Hij wilde in de culturele sector de afhankelijkheid van overheidssubsidies verminderen en ruimte scheppen voor eigen initiatief. Cultuurmakers en -bemiddelaars moesten in zijn ogen beter toegerust worden voor de maatschappij, waarin marktwerking een steeds grotere rol was gaan spelen.
De ministeries van Onderwijs, Cultuur en Wetenschap en Economische Zaken steunen het cultureel ondernemerschap met diverse subsidieregelingen. 